# Large Island
Large Island ou Île Large est un îlot inhabité de l'archipel des Grenadines, d'une superficie de 50 hectares et culminant à 40 mètres. Il fait partie de l’état de Grenade dans les Petites Antilles, en mer des Caraïbes. 
Il est situé entre l'île de la Grenade et celle de Saint-Vincent ; un chenal de 745 mètres le sépare de Frigate Island (île Frégate) au nord-est.
Administrativement, il fait partie de la dépendance de Carriacou et Petite Martinique.